# Јужна Кореја на Летњим олимпијским играма 2024.
Јужна Кореја, званично Република Кореја, такмичила се на Љетњим олимпијским играма 2024. у Паризу од 26. јула до 11. августа 2024. То је био деветнаести наступ нације на Љетњим олимпијским играма.
Носиоци заставе на Играма за Јужну Кореју су Ву Сангхјок и Ким Сојонг (отварање Игара), те Парк Тејун и Им Еђи (затварање Игара).

## Освајачи медаља
| Медаља | Име такмичања | Спорт           | Догађај                                     | Датум      |
| ------ | --- | --------------- | ------------------------------------------- | ---------- |
|        | О Сангук | Мачевање        | Сабља за мушкарце                           | 27. јул    |
|        | О Јеђин | Стрељаштво      | Ваздушни пиштољ 10 метара за жене           | 28. јул    |
|        | Ђон Хунјунг Lim Si-hyeon Nam Su-hyeon                                                                             | Стреличарство   | женски тим                                  | 28. јул    |
|        | Бан Хјођин | Стрељаштво      | Ваздушни пиштољ 10 метара за жене           | 29. јул    |
|        | Ким Ђедок Ким Вуђин Ли Вусок                                                                                      | Стреличарство   | Мушки тим                                   | 29. јул    |
|        | О Сангук Ђу Бонгил Парк Сангвон До Ђонгдонг                                                                       | Мачевање        | Сабља за мушкарце                           | 31. јул    |
|        | Ким Вуђин Лим Сихјон                                                                                              | Стреличарство   | Мјешовити тим                               | 2. август  |
|        | Јанг Ђи-ин | Стрељаштво      | Ваздушни пиштољ 25 метара за жене           | 3. август  |
|        | Лим Сихјон | Стреличарство   | Жене појединачно                            | 3. август  |
|        | Ким Вуђин | Стреличарство   | Мушкарци појединачно                        | 4. август  |
|        | Ан Сејунг | Бадминтон       | Жене појединачно                            | 5. август  |
|        | Парк Теђун | Теквондо        | Мушкарци 58 kg                              | 7. август  |
|        | Ким Јуђин | Теквондо        | Жене 57 kg                                  | 8. август  |
| 2      | Кум Ђихјон Парк Хађун                                                                                             | Стрељаштво      | Мјешовити тим 10 метара ваздушна пушка      | 27. јул    |
| 2      | Ким Јеђи | Стреличарство   | Жене 10 m ваздушни пиштољ                   | 28. јул    |
| 2      | Хух Мими | Џудо            | Жене −57 kg                                 | 29. јул    |
| 2      | Ким Вонхо Ђонг Најун                                                                                              | Бадминтон       | Мјешовити парови                            | 2. август  |
| 2      | Ким Минђонг | Џудо            | Мушкарци +100 kg                            | 2. август  |
| 2      | Nam Su-hyeon | Стреличарство   | Жене појединачно                            | 3. август  |
| 2      | Јун Ђису Ђон Јунхје Ђон Хајунг Чој Себин                                                                          | Мачевање        | Женски тим сабља                            | 3. август  |
| 2      | Чо Јонгђе | Стреличарство   | 25 метара брза паљба из пиштоља за мушкарце | 5. август  |
| 2      | Парк Хјеђонг | Дизање тегова   | Жене +81 kg                                 | 11. август |
| 3      | Ким Вумин | Пливање         | Мушкарци 400 m слободним стилом             | 27. јул    |
| 3      | Лим Ђонхун Шин Јубин                                                                                              | Стони тенис     | Мјешовити парови                            | 30. јул    |
| 3      | Ли Ђунхван | Џудо            | Мушкарци 81 kg                              | 30. јул    |
| 3      | Ким Хајун | Џудо            | Жене +78 kg                                 | 2. август  |
| 3      | Хух Мими Ђунг Јерин Ли Хјекјонг Ким Ђису Ким Хајун Јун Хјунђи Ан Баул Ким Вонјин Хан Ђујоп Ли Ђунхван Ким Минђонг | Џудо            | Мјешовити тим                               | 3. август  |
| 3      | Ли Вусок | Стреличарство   | Мушкарци појединачно                        | 4. август  |
| 3      | Им Еђи | Бокс            | Жене 54 kg                                  | 4. август  |
| 3      | Шин Јубин Јон Јихи Ли Јунхје                                                                                      | Стони тенис     | Женски тим                                  | 10. август |
| 3      | Ли Дабин | Теквондо        | Жене +67 kg                                 | 10. август |
| 3      | Сонг Сунгмин | Модерни петобој | Жене                                        | 11. август |

| Број медаља по спорту | Број медаља по спорту | Број медаља по спорту | Број медаља по спорту | Број медаља по спорту |
| --------------------- | --------------------- | --------------------- | --------------------- | --------------------- |
| Спорт                 |                       | 2                     | 3                     | Укупно                |
| Стреличарство         | 5                     | 1                     | 1                     | 7                     |
| Стрељаштво            | 3                     | 3                     | 0                     | 6                     |
| Мачевање              | 2                     | 1                     | 0                     | 3                     |
| Теквондо              | 2                     | 0                     | 1                     | 3                     |
| Бадминтон             | 1                     | 1                     | 0                     | 2                     |
| Џудо                  | 0                     | 2                     | 3                     | 5                     |
| Дизање тегова         | 0                     | 1                     | 0                     | 1                     |
| Стони тенис           | 0                     | 0                     | 2                     | 2                     |
| Бокс                  | 0                     | 0                     | 1                     | 1                     |
| Модерни петобој       | 0                     | 0                     | 1                     | 1                     |
| Пливање               | 0                     | 0                     | 1                     | 1                     |
| Укупно                | 13                    | 9                     | 10                    | 32                    |

| Медаље по полу   | Медаље по полу | Медаље по полу | Медаље по полу | Медаље по полу | Медаље по полу |
| ---------------- | -------------- | -------------- | -------------- | -------------- | -------------- |
| Пол              |                | 2              | 3              | Укупно         | Проценти       |
| Жене             | 7              | 5              | 5              | 17             | 53.1%          |
| Мушкарци         | 5              | 2              | 3              | 10             | 31.3%          |
| Мјешовити парови | 1              | 2              | 2              | 5              | 15.6%          |
| Total            | 13             | 9              | 10             | 32             | 100%           |

| Медаље по датумима | Медаље по датумима | Медаље по датумима | Медаље по датумима | Медаље по датумима | Медаље по датумима |
| ------------------ | ------------------ | ------------------ | ------------------ | ------------------ | ------------------ |
| Датум              |                    | 2                  | 3                  | Укупно             |                    |
| 27. јул            | 1                  | 1                  | 1                  | 3                  |                    |
| 28. јул            | 2                  | 1                  | 0                  | 3                  |                    |
| 29. јул            | 2                  | 1                  | 0                  | 3                  |                    |
| 30. јул            | 0                  | 0                  | 2                  | 2                  |                    |
| 31. јул            | 1                  | 0                  | 0                  | 1                  |                    |
| 02. август         | 1                  | 2                  | 1                  | 4                  |                    |
| 03. август         | 2                  | 2                  | 1                  | 5                  |                    |
| 04. август         | 1                  | 0                  | 2                  | 3                  |                    |
| 05. август         | 1                  | 1                  | 0                  | 2                  |                    |
| 07. август         | 1                  | 0                  | 0                  | 1                  |                    |
| 08. август         | 1                  | 0                  | 0                  | 1                  |                    |
| 10. август         | 0                  | 0                  | 2                  | 2                  |                    |
| 11. август         | 0                  | 1                  | 1                  | 2                  |                    |
| Укупно             | 13                 | 9                  | 10                 | 32                 |                    |

| Вишеструки освајачи медаља | Вишеструки освајачи медаља | Вишеструки освајачи медаља | Вишеструки освајачи медаља | Вишеструки освајачи медаља | Вишеструки освајачи медаља | Вишеструки освајачи медаља |
| -------------------------- | -------------------------- | -------------------------- | -------------------------- | -------------------------- | -------------------------- | -------------------------- |
| Име такмичара              | Спорт                      |                            | 2                          | 3                          | Укупно                     |                            |
| Лим Сихјон                 | Стеличарство               | 3                          | 0                          | 0                          | 3                          |                            |
| Ким Вуђин                  | Стреличарство              | 3                          | 0                          | 0                          | 3                          |                            |
| О Сангук                   | Мачевање                   | 2                          | 0                          | 0                          | 2                          |                            |
| Нам Сухјон                 | Стреличарство              | 1                          | 1                          | 0                          | 2                          |                            |
| Ли Вусок                   | Стреличарство              | 1                          | 0                          | 1                          | 2                          |                            |
| Хух Мими                   | Џудо                       | 0                          | 1                          | 1                          | 2                          |                            |
| Ким Минјонг                | Џудо                       | 0                          | 1                          | 1                          | 2                          |                            |
| Ли Ђунхван                 | Џудо                       | 0                          | 0                          | 2                          | 2                          |                            |
| Ким Хујун                  | Џудо                       | 0                          | 0                          | 2                          | 2                          |                            |
| Шин Јубин                  | Стони тенис                | 0                          | 0                          | 2                          | 2                          |                            |

## Учесници по спортовима
Слиједи списак броја такмичара на Играма.
| Спорт            | Мушкарци | Жене | Укупно |
| ---------------- | -------- | ---- | ------ |
| Атлетика         | 3        | 0    | 3      |
| Бадминтон        | 4        | 8    | 12     |
| Бициклизам       | 1        | 1    | 2      |
| Бокс             | 0        | 2    | 2      |
| Брејкденс        | 1        | 0    | 1      |
| Гимнастика       | 3        | 5    | 8      |
| Голф             | 2        | 3    | 5      |
| Дизање тегова    | 3        | 2    | 5      |
| Јахање           | 1        | 0    | 1      |
| Мачевање         | 5        | 6    | 11     |
| Модерни петобој  | 2        | 2    | 4      |
| Пливање          | 12       | 3    | 15     |
| Рвање            | 2        | 0    | 2      |
| Рукомет          | 0        | 14   | 14     |
| Синхроно пливање | 0        | 2    | 2      |
| Скокови у воду   | 4        | 2    | 6      |
| Спортско једрење | 1        | 0    | 1      |
| Спортско пењање  | 2        | 1    | 3      |
| Стони тенис      | 3        | 3    | 6      |
| Стреличарство    | 3        | 3    | 6      |
| Стрељаштво       | 6        | 11   | 17     |
| Теквондо         | 2        | 2    | 4      |
| Џудо             | 5        | 6    | 11     |
| Total            | 65       | 76   | 141    |

## Атлетика
Јужнокорејски атлетичари постигли су стандарде за улазак у Париз 2024. године, било пролазећи директну квалификациону оцјену (или вријеме за трке на тркама у разним дисциплинама) или свјетским рангирањем, у сљедећим дисциплинама (максимално 3 спортиста у свакој):
- Напомена– Рангови дати за дисциплине на стази су само у кругу спортисте
- Q = Квалификован за следећу рунду
- q = Квалификовао се за следећу рунду као најбржи губитник или, у дисциплинама на терену, по позицији без постизања квалификационог циља
- NR = Национални рекорд
- N/A = није примјењиво за овај догађај
- Bye = Спортиста није обавезан да се такмичи у овој рунди

Догађаји на стази и путу
| Такмичар      | Дисциплина               | Финале   | Финале |
| Такмичар      | Дисциплина               | Резултат | Мјесто |
| ------------- | ------------------------ | -------- | ------ |
| Че Бјонгкванг | Ходање 20 км за мушкарце | 1:26:15  | 42     |

Догађаји на пољу
| Такмичари   | Дисциплина             | Квалификације | Квалификације | Финале           | Финале           |
| Такмичари   | Дисциплина             | Резултат      | Позиција      | Резултат         | Позиција         |
| ----------- | ---------------------- | ------------- | ------------- | ---------------- | ---------------- |
| Ву Сангхјок | Скок у вис за мушкарце | 2.27          | =3 q          | 2.27             | 7                |
| Ким Јангву  | Троскок за мушкарце    | 16.31         | 26            | Није се пласирао | Није се пласирао |

## Бадминтон
Јужна Кореја је пријавила дванаест бадминтониста на олимпијски турнир на основу БВФ трке до Париза.
Мушкарци
| Бадминтонисти           | Дисциплина  | Групна фаза                                 | Групна фаза                                    | Групна фаза                                 | Групна фаза | Елиминације                 | Четвтфинале                                  | Полуфинале                  | Финале / БМ                 | Финале / БМ                 |                  |
| Бадминтонисти           | Дисциплина  | Противник Резултат                          | Противник Резултат                             | Противник Резултат                          | Мјесто      | Противник Резултат          | Противник Резултат                           | Противник Резултат          | Мјесто                      |                             |                  |
| ----------------------- | ----------- | ------------------------------------------- | ---------------------------------------------- | ------------------------------------------- | ----------- | --------------------------- | -------------------------------------------- | --------------------------- | --------------------------- | --------------------------- | ---------------- |
| Ђон Хјокђин             | Појединачно | Коељо (BRA) · W (21–12, 21–19)              | Нараока (JPN) · L (10–21, 16–21)               | Н/Д                                         | 2           | Није напредовао у такмичењу | Није напредовао у такмичењу                  | Није напредовао у такмичењу | Није напредовао у такмичењу | Није напредовао у такмичењу |                  |
| Канг Мингхјук Со Сунгје | Парови      | Крал / · Мендрек (CZE) · ПОБ (21–12, 21–17) | Х Попов / · Т Попов (FRA) · ПОБ (21–17, 21–15) | Јомко / · Кедрен (THA) · ПОБ (21–16, 21–15) | 1 Q         | Н/Д                         | Аструп / · Anders (DEN) · ИЗГ (19–21, 20–22) | Није се пласирао            | Није се пласирао            | Није се пласирао            | Није се пласирао |

Жене
| Бандминтонисткиње          | Дисциплина | Групна фаза                                              | Групна фаза                                    | Групна фаза                                          | Групна фаза | Елиминације                             | Четвтфинале                                | Полуфинале                                | Финале / БМ                   | Финале / БМ       |
| Бандминтонисткиње          | Дисциплина | Противник Резултат                                       | Противник Резултат                             | Противник Резултат                                   | Мјесто      | Противник Резултат                      | Противник Резултат                         | Противник Резултат                        | Противник Резултат            | Мјесто            |
| -------------------------- | ---------- | -------------------------------------------------------- | ---------------------------------------------- | ---------------------------------------------------- | ----------- | --------------------------------------- | ------------------------------------------ | ----------------------------------------- | ----------------------------- | ----------------- |
| Kim Ga-eun                 | Појединци  | Scholtz (RSA) · ПОБ (21–12, 21–6)                        | Goh JW (MAS) · ПОБ (21–17, 20–22, 23–21)       | Н/Д                                                  | 1 Q         | Тунјунг (INA) · ИЗГ (4–21, 21–8, 21–23) | Није се пласирала                          | Није се пласирала                         | Није се пласирала             | Није се пласирала |
| Ан Сејунг                  | Појединци  | Nalbantova (BUL) · ПОБ (21–15, 21–11)                    | Qi (FRA) · ИЗГ (21–5, 21–7)                    | Н/Д                                                  | 1 Q         |                                         | Јамагући (JPN) · ПОБ (15–21, 21–17, 21–8)  | Тунјунг (INA) · ПОБ (11–21, 21–13, 21–16) | Хе (CHN) · ПОБ (21–13, 21–16) |                   |
| Бек Хана Ли Сохи           | Парови     | Fruergaard / · Thygesen (DEN) · ИЗГ (18–21, 21–9, 14–21) | Ламберт / · Тран (FRA) · ПОБ (21–13, 21–8)     | Китихаракул / · Prajongjai (THA) · ПОБ (21–9, 21–12) | 2 Q         | Н/Д                                     | Liu / · Tan (CHN) · ИЗГ (9–21, 13–21)      | Нису се пласирале                         | Нису се пласирале             | Нису се пласирале |
| Kim So-yeong Kong Hee-yong | Парови     | Crasto / · Ponnappa (IND) · ПОБ (21–18, 21–10)           | Matsuyama / · Shida (JPN) · ПОБ (24–22, 26–24) | Mapasa / · Yu (AUS) · ПОБ (21–12, 21–17)             | 1 Q         | Н/Д                                     | Tan / · Thinaah (MAS) · ИЗГ (12–21, 13–21) | Нису се пласирале                         | Нису се пласирале             | Нису се пласирале |

Мјешовити парови
| Бадминтониста/киња          | Дисциплина | Групна фаза                                     | Групна фаза                                         | Групна фаза                                                      | Групна фаза | Четвтфинале                             | Полуфинале                                   | Финале / БМ                                    | Финале / БМ |
| Бадминтониста/киња          | Дисциплина | Противник Резултат                              | Противник Резултат                                  | Противник Резултат                                               | Мјесто      | Противник Резултат                      | Противник Резултат                           | Противник Резултат                             | Мјесто      |
| --------------------------- | ---------- | ----------------------------------------------- | --------------------------------------------------- | ---------------------------------------------------------------- | ----------- | --------------------------------------- | -------------------------------------------- | ---------------------------------------------- | ----------- |
| Seo Seung-jae Chae Yoo-jung | Парови     | K Mammeri / · T Mammeri (ALG) · W (21–10, 21–7) | Tabeling / · Piek (NED) · W (21–16, 21–12)          | Puavaranukroh / · Taerattanachai (THA) · W (21–16, 10–21, 21–15) | 1 Q         | Tang / · Tse (HKG) · ПОБ (21–15, 21–10) | Kim / · Jeong (KOR) · L (16-21, 22-20, 21-23 | Watanabe / · Хигашино (JPN) · L (13-21, 20-22) | 4           |
| Ким Вонхо Jeong Na-eun      | Парови     | Zheng SW / · Huang YQ (CHN) · L (13-21, 14-21)  | Rivaldy / · Mentari (INA) · L (20–22, 21–14, 19–21) | Gicquel / · Делру (FRA) · W (22–20, 21–16)                       | 2 Q         | Chen / · Toh (MAS) · W (21–19, 21–14)   | Seo / · Chae (KOR) · W (21-16, 20-22, 23-21) | Zheng / · Хуанг (CHN) · L (8-21, 11-21)        | 2           |

## Бициклизам

### Друмске трке
Јужна Кореја је пријавила једног возача и једну жену да се такмиче у тркама у друмским тркама на Олимпијским играма кроз успостављање UCI Nation Ranking.
| Бициклиста | Дисциплина             | Вријеме | Мјесто |
| ---------- | ---------------------- | ------- | ------ |
| Ким Еуро   | Друмске трке мушкараца | 6:39:27 | 65     |
| Сонг Минђи | Друмске трке жена      | НЗУ     | НЗУ    |

## Бокс
Јужна Кореја пријавила је два боксера на олимпијски турнир. Им Ае-ји (жене у бентам категорији) и Ох Иеон-ји (жене, лака категорија) објезбедиле су своја мјеста послије тријумфа у рунди двобоја на Сјветском олимпијском квалификационом турниру 2 2024. године у Бангкоку, Тајланд.
| Боксерка | Дисциплина               | Коло 32 так.       | Коло 16 так.                    | Четвртфинале          | Полуфинале            | Финале             | Финале            |                   |
| Боксерка | Дисциплина               | Противник Резултат | Противник Резултат              | Противник Резултат    | Противник Резултат    | Противник Резултат | Мјесто            |                   |
| -------- | ------------------------ | ------------------ | ------------------------------- | --------------------- | --------------------- | ------------------ | ----------------- | ----------------- |
| Им Еђи   | Женска бантам категорија |                    | de Jesus Chagas (BRA) · ПОБ 4–1 | Arias (COL) · ПОБ 3–2 | Akbaş (TUR) · ИЗГ 2–3 | Није се пласирала  | 3                 |                   |
| О Јонђи  | Женска лака категорија   | Ву (TPE) · ИЗГ 0–5 | Није се пласирала               | Није се пласирала     | Није се пласирала     | Није се пласирала  | Није се пласирала | Није се пласирала |

## Брејкденс
Јужна Кореја се пријавила за једног брејкденсера да се такмичи у дуал биткама Б-Бој за Париз 2024. године. Ким Хонг-иул (Хонг10) је био бољи од других мушких брејкденсера из Серије квалификација за Олимпијске игре 2024. године у Шангају, Кина и у Будимпешти, Мађарска.
| Брејкденсер | Надимак | Дисциплина | Квалификације | Квалификације | Четвртфинале       | Полуфинале         | финале / БМ        | финале / БМ |
| Брејкденсер | Надимак | Дисциплина | Бодови        | Мјесто        | Противник Резултат | Противник Резултат | Противник Резултат | Мјесто      |
| ----------- | ------- | ---------- | ------------- | ------------- | ------------------ | ------------------ | ------------------ | ----------- |
| Ким Хонгју  | Hong10  | B-Boys     | 27            | 3             | Није се пласирао   | Није се пласирао   | Није се пласирао   | 11          |

## Гимнастика
Умјетничка гимнастика
Јужна Кореја је у Париз увела осам гимнастичарки. Мушка репрезентација Јужне Кореје стекла је право да пошаље појединачног гимнастичара на Игре тако што је завршила као једна од три најјаче неквалификоване нације на Свјетском првенству у умјетничкој гимнастици 2023. године. Ли Јунхо је такође званично резервисао своју олимпијску карту на истом првенству као један од осам најбоље рангираних вишебојских гимнастичара који нису имали пут до Париза као дио квалификованог тима. Јужној Кореји је осигурана још једна олимпијска квота кроз ФИГ Свјетско првенство 2024. године. У међувремену, пет других гимнастичарки се квалификовало за утакмице након што су се пласирале у финалну рунду тимског вишебоја и добиле једно од девет доступних тимских мјеста за национална, још увек неквалификована тима, на Свјетском првенству 2023. у Антверпену, Белгија.
Мушкарци
Појединачна финала
| Гимнастичар   | Дисциплина   | Квалификације | Квалификације | Квалификације | Квалификације | Квалификације | Квалификације | Квалификације | Квалификације | Завршница        | Завршница        | Завршница        | Завршница        | Завршница        | Завршница        | Завршница        | Завршница        |
| Гимнастичар   | Дисциплина   | Apparatus     | Apparatus     | Apparatus     | Apparatus     | Apparatus     | Apparatus     | Укупно        | Мјесто        | Apparatus        | Apparatus        | Apparatus        | Apparatus        | Apparatus        | Apparatus        | Укупно           | Мјесто           |
| Гимнастичар   | Дисциплина   | F             | PH            | R             | V             | PB            | HB            | Укупно        | Мјесто        | F                | PH               | R                | V                | PB               | HB               | Укупно           | Мјесто           |
| ------------- | ------------ | ------------- | ------------- | ------------- | ------------- | ------------- | ------------- | ------------- | ------------- | ---------------- | ---------------- | ---------------- | ---------------- | ---------------- | ---------------- | ---------------- | ---------------- |
| Lee Jun-ho    | All-around   | 13.700        | 11.200        | 13.600        | 14.383        | 13.600        | 12.266        | 78.899        | 38            | Није се пласирао | Није се пласирао | Није се пласирао | Није се пласирао | Није се пласирао | Није се пласирао | Није се пласирао | Није се пласирао |
| Hur Woong     | Pommel horse | Н/Д           | 14.900        | Н/Д           | Н/Д           | Н/Д           | Н/Д           | 14.900        | 7 Q           | Н/Д              | 14.300           | Н/Д              | Н/Д              | Н/Д              | Н/Д              | 14.300           | 7                |
| Ryu Sung-hyun | Floor        | 14.266        | Н/Д           | Н/Д           | Н/Д           | Н/Д           | Н/Д           | 14.266        | 10            | Није се пласирао | Није се пласирао | Није се пласирао | Није се пласирао | Није се пласирао | Није се пласирао | Није се пласирао | Није се пласирао |

## Голф
Јужна Кореја је на олимпијски турнир пријавила два голфера и три голферке. Сви су се директно квалификовали за утакмице у појединачним такмичењима на основу њиховог свјетског рангирања на ИГФ свјетској ранг листи.
| Голфер/ка     | Дисциплина | Круг 1 | Круг 2 | Круг 3 | Круг 4 | Укупно | Укупно | Укупно |
| Голфер/ка     | Дисциплина | Бодови | Бодови | Бодови | Бодови | Бодови | Пар    | Мјесто |
| ------------- | ---------- | ------ | ------ | ------ | ------ | ------ | ------ | ------ |
| Tom Kim       | Мушкарци   | 66     | 68     | 69     | 68     | 271    | −13    | 8      |
| An Byeong-hun | Мушкарци   | 72     | 68     | 70     | 70     | 278    | −6     | T24    |
| Amy Yang      | Жене       | 72     | 71     | 70     | 69     | 282    | −6     | T4     |
| Kim Hyo-joo   | Жене       | 76     | 70     | 73     | 69     | 288    | E      | T25    |
| Ko Jin-young  | Жене       | 73     | 73     | 73     | 69     | 288    | E      | T25    |

## Дизање тегова
Јужна Кореја је пријавила пет дизача тегова на олимпијско такмичење. Бак Јоо-хио (мушкарци 73 кг), Иу Донг-ју (мушкарци 89 кг), Јанг Иеон-хак (мушкарци 102 кг), Ким Су-хиеон (жене 81 кг) и Парк Хие-јеонг (жене +81 кг), обезбедили су једно од десет најбољих мјеста у својим тежинским категоријама на основу ИВФ ранг листе квалификација за Олимпијске игре.
| Такмичар       | Дисциплина       | Snatch   | Snatch | Clean & Jerk | Clean & Jerk | Укупно | Мјесто |
| Такмичар       | Дисциплина       | Резултат | Мјесто | Резултат     | Мјесто       | Укупно | Мјесто |
| -------------- | ---------------- | -------- | ------ | ------------ | ------------ | ------ | ------ |
| Bak Joo-hyo    | Men's −73 kg     | 147      | 10     | 187          | 5            | 334    | 7      |
| Yu Dong-ju     | Мушкарци −89 kg  | 168      | 7      | 203          | 6            | 371    | 6      |
| Jang Yeon-hak  | Мушкарци −102 kg | 173      | 8      | 200          | 9            | 373    | 9      |
| Kim Su-hyeon   | Жене −81 kg      | 110      | 6      | 140          | 6            | 250    | 6      |
| Park Hye-jeong | Жене +81 kg      | 131      | 2      | 168          | 2            | 299    | 2      |

## Јахање
Јужна Кореја је уписала једног јахача у дресуру кроз утврђивање коначног олимпијског ранга јер Палестина није била у стању да испуни услове МЕР.
Дресура
| Јахач         | Коњ      | Дисциплина  | Grand Prix | Grand Prix | Grand Prix слободни стил | Grand Prix слободни стил | Укупан учинак    | Укупан учинак    |
| Јахач         | Коњ      | Дисциплина  | Бодови     | Место      | Технички аспекти         | Умјетнички аспекти       | Бодови           | Мјесто           |
| ------------- | -------- | ----------- | ---------- | ---------- | ------------------------ | ------------------------ | ---------------- | ---------------- |
| Хванг Јунгшик | Delmonte | Појединачно | 70.000     | 5          | Није се пласирао         | Није се пласирао         | Није се пласирао | Није се пласирао |

Легенда, квалификације: Q = Квалификовао се за финале на основу позиције у групи; q = Квалификован за финале на основу укупне позиције

## Мачевање
Јужна Кореја је пријавила четрнаест мачевалаца на олимпијско такмичење. Ха Тае-гиу и Ким Јае-вон су обезбједили своје квоте у својим дивизијама након што су номиновани као један од два највише рангирана индивидуална мачеваоца, који испуњавају услове за зону Азија и Океанија; и мушки тим са сабљама, женски тим на мачу и женски тим са сабљама квалификовали су се за игре тако што су постали један од четири најбоље рангирана свјетска тима, објављивањем званичног рангирања ФИЕ за Париз 2024.
Мупкарци
| Мачевалац                                        | Дисциплина   | Коло 64 так.       | Коло 32 так.                | Коло 16 так.               | Четвртфинале           | Полуфинале              | финале / БМ               | финале / БМ      |
| Мачевалац                                        | Дисциплина   | Противник Резултат | Противник Резултат          | Противник Резултат         | Противник Резултат     | Противник Резултат      | Противник Резултат        | Мјесто           |
| ------------------------------------------------ | ------------ | ------------------ | --------------------------- | -------------------------- | ---------------------- | ----------------------- | ------------------------- | ---------------- |
| Kim Jae-won                                      | Мач          |                    | Kano (JPN) · ИЗГ 12–14      | Није се пласирао           | Није се пласирао       | Није се пласирао        | Није се пласирао          | Није се пласирао |
| Ha Tae-gyu                                       | Флорет       |                    | Llavador (ESP) · ИЗГ 13–15  | Није се пласирао           | Није се пласирао       | Није се пласирао        | Није се пласирао          | Није се пласирао |
| Гу Бонгил                                        | Сабља        |                    | Ferjani (TUN) · ИЗГ 8–15    | Није се пласирао           | Није се пласирао       | Није се пласирао        | Није се пласирао          | Није се пласирао |
| О Сангук                                         | Сабља        |                    | Girault (NIG) · ПОБ 15–8    | Pakdaman (IRI) · ПОБ 15–10 | Arfa (CAN) · ПОБ 15–13 | Samele (ITA) · ПОБ 15–5 | Ferjani (TUN) · ПОБ 15–11 |                  |
| Park Sang-won                                    | Сабља        |                    | Heathcock (USA) · ПОБ 15–10 | Shen CP (CHN) · ИЗГ 11–15  | Није се пласирао       | Није се пласирао        | Није се пласирао          | Није се пласирао |
| Гу Бонгил О Сангук Park Sang-won Do Gyeong-dong* | Сабља екипно | Н/Д                | Н/Д                         | Н/Д                        | Канада · ПОБ 45–33     | Француска · ПОБ 45–39   | Мађарска · ПОБ 45–41      |                  |

## Модерни петобој
Јужнокорејски модерни петобојци потврдили су четири квотна мјеста за Париз 2024. Jun Woong-tae и Ким Сун-воо су обезбедили своје мјесто у мушким и женским дисциплинама освојивши златну и сребрну медаљу у својим класама и освојили једно од пет доступних мјеста на такмичењу Азијске игре 2022. у Хангџоуу, Кина; у међувремену, Seong Seung-min и Seo Chang-wan, квалификовали су се за игре, односно кроз УИПМ Свјетско првенство 2024. у Џенгџоуу, Кина, и коначну ранг-листу на Олимпијским играма.
Полуфинале
| Петобојац       | Дисциплина | Мачевање (мач један додир) | Мачевање (мач један додир) | Мачевање (мач један додир) | Мачевање (мач један додир) | Пливање (200 m слободним стилом) | Пливање (200 m слободним стилом) | Пливање (200 m слободним стилом) | Јахање (прескок) | Јахање (прескок) | Јахање (прескок) | Комбинација: пуцање/трчање (10 m ваздушним пиштољем)/(3000 m) | Комбинација: пуцање/трчање (10 m ваздушним пиштољем)/(3000 m) | Комбинација: пуцање/трчање (10 m ваздушним пиштољем)/(3000 m) | Укупно бодова | Коначно мјесто |
| Петобојац       | Дисциплина | RR                         | BR                         | Мјесто                     | MP бодови                  | Вријеме                          | Мјесто                           | MP бодови                        | Казне            | Мјесто           | MP бодови        | Time                                                          | Rank                                                          | MP бодови                                                     | Укупно бодова | Коначно мјесто |
| --------------- | ---------- | -------------------------- | -------------------------- | -------------------------- | -------------------------- | -------------------------------- | -------------------------------- | -------------------------------- | ---------------- | ---------------- | ---------------- | ------------------------------------------------------------- | ------------------------------------------------------------- | ------------------------------------------------------------- | ------------- | -------------- |
| Jun Woong-tae   | Men's      | 235                        | 2                          | 2                          | 237                        | 1:59.90                          | 4                                | 311                              | 14               | 11               | 286              | 10:19.14                                                      | 8                                                             | 681                                                           | 1515          | 2 Q            |
| Seo Chang-wan   | Men's      | 225                        | 0                          | 7                          | 225                        | 2:00.79                          | 5                                | 309                              | 0                | 5                | 300              | 10:31.53                                                      | 12                                                            | 669                                                           | 1503          | 5 Q            |
| Kim Sun-woo     | Жене       | 220                        | 0                          | 6                          | 220                        | 2:14.44                          | 4                                | 282                              | 0                | 2                | 300              | 11:46.64                                                      | 9                                                             | 594                                                           | 1396          | 5 Q            |
| Seong Seung-min | Жене       | 225                        | 0                          | 4                          | 225                        | 2:12.44                          | 4                                | 286                              | 7                | 8                | 293              | 11:44.13                                                      | 8                                                             | 596                                                           | 1400          | 4 Q            |

Финале
| Петобојац       | Дисципина | Мачевање (мач један додир) | Мачевање (мач један додир) | Мачевање (мач један додир) | Мачевање (мач један додир) | Пливање (200 m слободним стилом) | Пливање (200 m слободним стилом) | Пливање (200 m слободним стилом) | Јахањеbr/>(показно скакање) | Јахањеbr/>(показно скакање) | Јахањеbr/>(показно скакање) | Комбинације: пуцање/трчање (10 m ваздушним пиштољем)/(3000 m) | Комбинације: пуцање/трчање (10 m ваздушним пиштољем)/(3000 m) | Комбинације: пуцање/трчање (10 m ваздушним пиштољем)/(3000 m) | Укупно бодова | Коначно мјесто |
| Петобојац       | Дисципина | RR                         | BR                         | Мјесто                     | MP бодови                  | Вријеме                          | Мјесто                           | MP бодови                        | Казне                       | Мјесто                      | MP бодови                   | Вријеме                                                       | Мјесто                                                        | MP бодови                                                     | Укупно бодова | Коначно мјесто |
| --------------- | --------- | -------------------------- | -------------------------- | -------------------------- | -------------------------- | -------------------------------- | -------------------------------- | -------------------------------- | --------------------------- | --------------------------- | --------------------------- | ------------------------------------------------------------- | ------------------------------------------------------------- | ------------------------------------------------------------- | ------------- | -------------- |
| Jun Woong-tae   | Мупкарци  | 235                        | 6                          | 2                          | 241                        | 1:59.41                          | 7                                | 312                              | 13                          | 11                          | 287                         | 10:14.33                                                      | 13                                                            | 686                                                           | 1526          | 6              |
| Seo Chang-wan   | Мупкарци  | 225                        | 4                          | 6                          | 229                        | 2:01.53                          | 8                                | 307                              | 14                          | 12                          | 286                         | 10:02.33                                                      | 10                                                            | 698                                                           | 1520          | 7              |
| Kim Sun-woo     | Women's   | 220                        | 2                          | 8                          | 222                        | 2:17.67                          | 11                               | 275                              | 14                          | 16                          | 286                         | 11:13.92                                                      | 9                                                             | 627                                                           | 1410          | 8              |
| Seong Seung-min | Women's   | 225                        | 0                          | 7                          | 225                        | 2:11.47                          | 2                                | 288                              | 0                           | 2                           | 300                         | 11:12.87                                                      | 8                                                             | 628                                                           | 1441          | 3              |

## Пливање
Јужнокорејски пливачи постигли су стандарде за пријаву на сљедећим догађајима за Париз 2024. (највише два пливача према олимпијском квалификационом времену (ОКВ) и потенцијално у времену разматрања Олимпијских игара (ОВР)):
Мушкарци
| Пливач                                                          | Дисциплина       | Најбољи резултат | Најбољи резултат | Полуфинале       | Полуфинале       | Финале           | Финале           |
| Пливач                                                          | Дисциплина       | Вријеме          | Мјесто           | Вријеме          | Мјесто           | Вријеме          | Мјесто           |
| --------------------------------------------------------------- | ---------------- | ---------------- | ---------------- | ---------------- | ---------------- | ---------------- | ---------------- |
| Ђи Јучан                                                        | 50 м слободно    | 22.16            | 28               | Није се пласирао | Није се пласирао | Није се пласирао | Није се пласирао |
| Хванг Сунву                                                     | 100 м слободно   | 48.41            | 16 Q             | WD               | WD               | Није се пласирао | Није се пласирао |
| Хванг Сунву                                                     | 200 м слободно   | 1:46.13          | 4 Q              | 1:45.92          | 9                | Није се пласирао | Није се пласирао |
| Ким Вумин                                                       | 200 м слободно   | 1:46.64          | 12 Q             | 1:46.58          | 12               | Није се пласирао | Није се пласирао |
| Ким Вумин                                                       | 400 м слободно   | 3:45.52          | 7 Q              | Н/Д              | Н/Д              | 3:42.50          | 3                |
| Ли Јухо                                                         | 100 м леђно      | 54.65            | 30               | Није се пласирао | Није се пласирао | Није се пласирао | Није се пласирао |
| Ли Јухо                                                         | 200 м леђно      | 1:57.39          | 10 Q             | 1:56.76          | 11               | Није се пласирао | Није се пласирао |
| Чој Донгјол                                                     | 100 м прсно      | 1:00.17          | 18               | Није се пласирао | Није се пласирао | Није се пласирао | Није се пласирао |
| Чо Сунгје                                                       | 200 м прсно      | 2:09.45          | 1 Q              | 2:10.03          | 12               | Није се пласирао | Није се пласирао |
| Ким Минсоп                                                      | 200 м делфин     | 1:56.02          | 15 Q             | 1:55.22          | 13               | Није се пласирао | Није се пласирао |
| Ли Хојун Ле Јујон Ким Јонгхјон Ким Вумин Хванг Сунву Јанг Јехун | 4×200 м слободно | 7:07.96          | 7 Q              | Н/Д              | Н/Д              | 7:07.26          | 6                |
| Ли Јухо Чој Донгјол Ким Јихун Хванг Сунву                       | 4×100 м мешовито | 3:34.68          | 13               | Н/Д              | Н/Д              | Није се пласирао | Није се пласирао |

Жене
| Пливачица  | Дисциплина   | Најбоље вријеме | Најбоље вријеме | Полуфинале        | Полуфинале        | Финале            | Финале            |
| Пливачица  | Дисциплина   | Вријеме         | Мјесто          | Вријеме           | Мјесто            | Вријеме           | Мјесто            |
| ---------- | ------------ | --------------- | --------------- | ----------------- | ----------------- | ----------------- | ----------------- |
| Ли Јунђи   | 200 м леђно  | 2:09.88         | 10 Q            | 2:11.86           | 15                | Није се пласирала | Није се пласирала |
| Ким Сојонг | 200 м делфин | 2:12.42         | 17              | Није се пласирала | Није се пласирала | Није се пласирала | Није се пласирала |

Мјешовито
| Пливачи                                     | Дисциплина     | Најбоље вријеме | Најбоље вријеме | Полуфинале | Полуфинале | Финале            | Финале            |
| Пливачи                                     | Дисциплина     | Вријеме         | Мјесто          | Вријеме    | Мјесто     | Вријеме           | Мјесто            |
| ------------------------------------------- | -------------- | --------------- | --------------- | ---------- | ---------- | ----------------- | ----------------- |
| Ли Јунђи Чој Донгјол Ким Јихун Хур Јонкјунг | 4×100 мешовито | 3:48.78         | 15              | Н/Д        | Н/Д        | Нису се пласирали | Нису се пласирали |

## Рвање
Јужна Кореја је квалификовала два рвача на олимпијско такмичење. Ким Сеунг-јун и Лее Сеунг-цхан квалификовали су се за игре након тријумфа у полуфиналу на квалификационом турниру за азијске олимпијске игре 2024. године у Бишкеку, у Киргистану.
Легенда:
- VT (: 5–0 or 0–5) – Побједа при паду.
- VB (рангирање бодова: 5–0 или 0–5) – Побједа усљед повреде противника (VF за предају меча, VA за повлачење или за дисквалификацију)
- PP (рангирање бодова: 3–1 или 1–3) – Одлука на основу поена – губитник због техничких поена.
- PO (рангирање бодова: 3–0 или 0–3) – Одлука на основу поена – губитник без техничких поена.
- ST (рангирање бодова: 4–0 или 0–4) – Велика надмоћ – губитник без техничких поена и маргине побејде од најмање 8 поена (Грчко-римски) или 10 (слободни стил).
- SP (рангирање бодова: 4–1 или 1–4) – Техичка надмоћ – губитник са техничким поенима и маргине побједе од најмање 8 поена (Грчко-римски) или 10 (слободни стил).

Грчко-римски стил
| Рвач           | Дисциплина       | Коло 16 так.                 | Четвртфинала       | Полуфинале         | Repechage                    | Финале / БМ        | Финале / БМ      |
| Рвач           | Дисциплина       | Противник Резултат           | Противник Резултат | Противник Резултат | Противник Резултат           | Противник Резултат | Мјесто           |
| -------------- | ---------------- | ---------------------------- | ------------------ | ------------------ | ---------------------------- | ------------------ | ---------------- |
| Kim Seung-jun  | Мушкарци −97 kg  | Aleksanyan (ARM) · ИЗГ 0–9ST | Није се пласирао   | Није се пласирао   | Assakalov (UZB) · ИЗГ 2–8PP  | Није се пласирао   | Није се пласирао |
| Lee Seung-chan | Мушкарци −130 kg | López (CUB) · ИЗГ 0–7PO      | Није се пласирао   | Није се пласирао   | Mirzazadeh (IRI) · ИЗГ 0–9ST | Није се пласирао   | Није се пласирао |

Слободни стил
| Рвач        | Дисциплина  | Коло 16 так.               | Четвртфинале     | Полуфинале       | Repechage        | Final / БМ       | Final / БМ       |
| Рвач        | Дисциплина  | Противник Мјесто           | Противник Мјесто | Противник Мјесто | Противник Мјесто | Противник Мјесто | Мјесто           |
| ----------- | ----------- | -------------------------- | ---------------- | ---------------- | ---------------- | ---------------- | ---------------- |
| Lee Han-bit | Жене −62 kg | Niemesch (GER) · ИЗГ 0–3PO | Није се пласирао | Није се пласирао | Није се пласирао | Није се пласирао | Није се пласирао |

## Рукомет
Преглед активности
Легенда:
- ET – Утакмица одлучена у продужецима
- P – Утакмица одлучена слободним ударцима.

| Тим        | Дисциплина     | Групна фаза         | Групна фаза           | Групна фаза          | Групна фаза         | Групна фаза        | Групна фаза | Четвртфинале       | Полуфинале         | Финале / БМ        | Финале / БМ |
| Тим        | Дисциплина     | Противник Резултат  | Противник Резултат    | Противник Резултат   | Противник Резултат  | Противник Резултат | Мјесто      | Противник Резултат | Противник Резултат | Противник Резултат | Мјесто      |
| ---------- | -------------- | ------------------- | --------------------- | -------------------- | ------------------- | ------------------ | ----------- | ------------------ | ------------------ | ------------------ | ----------- |
| Женски тим | Турнир за жене | Немачка · ПОБ 23–22 | Словенија · ИЗГ 23–30 | Норвешка · ИЗГ 20–26 | Шведска · ИЗГ 21–27 | Данска · ИЗГ 20–28 | 5           | Нису се пласирали  | Нису се пласирали  | Нису се пласирали  | 10          |

Рукомет за жене на Летњим олимпијским играма 2024.
Женска рукометна репрезентација Јужне Кореје се квалификовала за Олимпијске игре освојивши златну медаљу и обезбједивши право мјесто на Азијском квалификационом турниру 2023. у Хирошими, Јапан.
Женски рукометни тим Јужне Кореје
Тим од 22 играчице објављен је 14. маја 2024. године. Смањен је на 17 играча 2. јула 2024. године.
Селектор је Хенрик Сигнел  Шведска.
| Бр. | Поз. | Име и презиме  | Датум рођења (године)         | Висина | Наступи | Голови | Клуб               |
| --- | ---- | -------------- | ----------------------------- | ------ | ------- | ------ | ------------------ |
| 2   | RW   | Сонг Ђи-јонг   | 5. мај 1995. (29 год.)        | 1.64 m | 29      | 55     | Seoul City         |
| 7   | LW   | Шин Еун-ју     | 9. септембар 1993. (30 год.)  | 1.70 m | 56      | 106    | Incheon City       |
| 11  | RB   | Рју Еун-хи     | 24. фебруар 1990. (34 год.)   | 1.79 m | 171     | 524    | Győri ETO KC       |
| 12  | GK   | Жонг Ђин-хуј   | 24. март 1999. (25 год.)      | 1.80 m | 33      | 0      | Seoul City         |
| 16  | GK   | Парк Се-јунг   | 11. август 1994. (29 год.)    | 1.76 m | 67      | 0      | Wonderful Samcheok |
| 18  | LB   | Хан Ми-сул     | 13. август 1993. (30 год.)    | 1.78 m | 48      | 79     | Incheon City       |
| 19  | P    | Канг Еун-хје   | 17. април 1996. (28 год.)     | 1.86 m | 65      | 90     | SK Sugar Gliders   |
| 23  | LB   | Ву Бит-на      | 23. октобар 2001. (22 год.)   | 1.72 m | 10      | 36     | Seoul City         |
| 24  | CB   | Канг Кјунг-мин | 8. новембар 1996. (27 год.)   | 1.65 m | 19      | 42     | SK Sugar Gliders   |
| 26  | RB   | Канг Еун-сео   | 4. март 1999. (25 год.)       | 1.69 m | 6       | 1      | Incheon City       |
| 27  | RW   | Ђон Ђи-јон     | 2. мај 2003. (21 год.)        | 1.68 m | 5       | 5      | Wonderful Samcheok |
| 29  | LB   | Ким Да-јунг    | 16. септембар 1996. (27 год.) | 1.70 m | 0       | 0      | Busan              |
| 31  | P    | Гим Бо-еун     | 8. децембар 1997. (26 год.)   | 1.77 m | 32      | 68     | Wonderful Samcheok |
| 33  | CB   | Шин Ђин-ми     | 23. јун 1998. (26 год.)       | 1.67 m | 6       | 9      | Busan              |

## Синхроно пливање
Јужна Кореја је представила пар умјетничких пливача који ће се такмичити у женском пару као три најбоље рангиране нације, које испуњавају услове за квалификације на Свјетском првенству у воденим спортовима 2024. године у Дохи, у Катару.
| Такмичарке                | Дисциплина | Техничка рутина | Техничка рутина | Слободна рутина | Слободна рутина | Укупно   | Укупно |
| Такмичарке                | Дисциплина | Бодови          | Позиција        | Бодови          | Позиција        | Укупно   | Мјесто |
| ------------------------- | ---------- | --------------- | --------------- | --------------- | --------------- | -------- | ------ |
| Hur Yoon-seo Lee Ri-young | Пар        | 227.5667        | 13              | 227.7500        | 13              | 455.3167 | 13     |

## Скокови у воду
Јужнокорејски скакачи у воду обезбједили су два квотна мјеста. Нације су обезбедиле једну квоту у мушкој појединачној платформи за Париз 2024. на основу најбољих дванаест појединачних резултата на Свјетском првенству 2023. у Фукуоки, Јапан; обезбједила једну квоту у женској појединачној одскочној дасци, захваљујући дванаест најбољих појединаца, који још нису квалификовани, на Свјетском првенству у воденим спортовима 2024. у Дохи, Катар; и обезбједио три квоте од прерасподеле неискоришћених квота.
| Такмичар      | Дисциплина                        | Квалификације | Квалификације | Полуфинале        | Полуфинале        | Финале            | Финале            |
| Такмичар      | Дисциплина                        | Бодови        | Мјесто        | Бодови            | Мјесто            | Бодови            | Мјесто            |
| ------------- | --------------------------------- | ------------- | ------------- | ----------------- | ----------------- | ----------------- | ----------------- |
| Ву Харам      | одскочна даска од 3 м за мушкарце | 389.10        | 12 Q          | 432.00            | 9 Q               | 374.15            | 11                |
| Ји Ђеџонг     | одскочна даска од 3 м за мушкарце | 381.40        | 16 Q          | 366.50            | 17                | Није се пласирао  | Није се пласирао  |
| Ким Јонгтек   | платформа од 10 м за мушкарце     | 320.40        | 24            | Није се пласирао  | Није се пласирао  | Није се пласирао  | Није се пласирао  |
| Shin Jung-whi | платформа од 10 м за мушкарце     | 369.20        | 17 Q          | 290.60            | 18                | Није се пласирао  | Није се пласирао  |
| Ким Суђи      | одскочна даска од 3 м за жене     | 285.50        | 11 Q          | 272.75            | 13                | Није се пласирала | Није се пласирала |
| Ким Нахјун    | платформа од 10 м за жене         | 250.00        | 26            | Није се пласирала | Није се пласирала | Није се пласирала | Није се пласирала |

## Спортско једрење
Јужнокорејски једриличар је обезбедио квоту на сљедећим догађајима кроз Semaine Olympique Française (Регата Последња шанса) 2024. у Јеру, Француска.
Трка за медаљу
| Једриличар | Дисципина       | Трка | Трка | Трка | Трка | Трка | Трка | Трка | Трка | Трка       | Трка       | Трка | Трка | Трка | Трка | Трка | Трка             | Мрежни бодови | Коначно мјесто |
| Једриличар | Дисципина       | 1    | 2    | 3    | 4    | 5    | 6    | 7    | 8    | 9          | 10         | 11   | 12   | 13   | 14   | 15   | M*               | Мрежни бодови | Коначно мјесто |
| ---------- | --------------- | ---- | ---- | ---- | ---- | ---- | ---- | ---- | ---- | ---------- | ---------- | ---- | ---- | ---- | ---- | ---- | ---------------- | ------------- | -------------- |
| Ha Jee-min | Мушкарци ILCA 7 | 30   | 32   |      | 9    | 24   | 22   | 1    | 22   | Шаблон:Can | Шаблон:Can | Н/Д  | Н/Д  | Н/Д  | Н/Д  | Н/Д  | Није се пласирао | 140           | 26             |

## Спортско пењање
Јужна Кореја се квалификовала за три спортска пењача за Париз 2024. Шин Еунчеол, Ли Дохјун и Сео Чехјун су се квалификовали директно за утакмице кроз ранг-листу серије квалификација за Олимпијске игре 2024.
Болдеринг и пењања на вођење
| Пењач      | Дисциплина | Квалификације | Квалификације | Квалификације | Квалификације | Квалификације | Квалификације | Финале           | Финале           | Финале           | Финале           | Финале           | Финале           |
| Пењач      | Дисциплина | Болдер        | Болдер        | Вођење        | Вођење        | Укупно        | Мјесто        | Болдер           | Болдер           | Вођење           | Вођење           | Укупно           | Мјесто           |
| Пењач      | Дисциплина | Резултат      | Мјесто        | Резултат      | Мјесто        | Укупно        | Мјесто        | Резултат         | Мјесто           | Резултат         | Мјесто           | Укупно           | Мјесто           |
| ---------- | ---------- | ------------- | ------------- | ------------- | ------------- | ------------- | ------------- | ---------------- | ---------------- | ---------------- | ---------------- | ---------------- | ---------------- |
| Ли Дохјун  | Мушкарци   | 34.0          | 10            | 12.0          | 17            | 46.0          | 15            | Није се пласирао | Није се пласирао | Није се пласирао | Није се пласирао | Није се пласирао | Није се пласирао |
| Сео Чехјун | Жене       | 44.2          | 13            | 72.1          | =4            | 116.3         | 8 Q           | 28.9             | 8                | 76.1             | 4                | 105.0            | 6                |

Брзинско пењање
| Пењач          | Дисциплина | Квалификације | Квалификације | Коло 16 так.             | Четвртфинале      | Полуфинале        | Финале / БМ       | Финале / БМ |
| Пењач          | Дисциплина | Вријеме       | Мјесто        | Противник Вријеме        | Противник Вријеме | Противник Вријеме | Противник Вријеме | Мјесто      |
| -------------- | ---------- | ------------- | ------------- | ------------------------ | ----------------- | ----------------- | ----------------- | ----------- |
| Shin Eun-cheol | Мушкарци   | 5.25          | 10            | Бу (CHN) · ИЗГ 7.24-5.00 | Није се пласирао  | Није се пласирао  | Није се пласирао  | 12          |

## Стони тенис
Јужна Кореја је ушла у комплетан тим стонотенисерки и стонотенисера на Игре тако што се пласирала у четвртфинале кроз Свјетско екипно првенство у стоном тенису 2024. године у Бусану. Нације су такође ушле у мјешовити пар кроз расподелу свјетске ранг листе.
Мушкарци
| Стонотенисер                             | Дисциплина  | Прелиминарни       | Коло 64 так.             | Round of 32 так.      | Round of 16 так.       | Четвртфинале              | Полуфинале         | Финале / БМ        | Финале / БМ      |
| Стонотенисер                             | Дисциплина  | Противник Резултат | Противник Резултат       | Противник Резултат    | Противник Резултат     | Противник Резултат        | Противник Резултат | Противник Резултат | Мјесто           |
| ---------------------------------------- | ----------- | ------------------ | ------------------------ | --------------------- | ---------------------- | ------------------------- | ------------------ | ------------------ | ---------------- |
| Чо Десонг                                | Појединачно |                    | Jha (USA) · L 2–4        | Није се пласирао      | Није се пласирао       | Није се пласирао          | Није се пласирао   | Није се пласирао   | Није се пласирао |
| Јанг Вуђин                               | Појединачно |                    | González (PUR) · ПОБ 4–1 | Groth (DEN) · ПОБ 4–1 | Togami (JPN) · ПОБ 4–0 | Calderano (BRA) · ИЗГ 0–4 | Није се пласирао   | Није се пласирао   | Није се пласирао |
| Cho Dae-seong Jang Woo-jin Lim Jong-hoon | Екипно      | Н/Д                | Н/Д                      | Н/Д                   | Хрватска · ПОБ 3–0     | Кина · ИЗГ 0–3            | Није се пласирао   | Није се пласирао   | Није се пласирао |

## Стреличарство
Јужна Кореја је пријавила шест стријелаца да се такмиче на играма. Нација је регрутовала пуну екипу мушког тима тако што је постигла успјешну побједу са златном медаљом и освојила прво од три расположива тимска мјеста као највише рангирана нација која испуњава услове на Свјетском првенству 2023. у Берлину, Њемачка. У међувремену, нација је квалификовала једну стреличарку појединачно да се такмичи у појединачној рецурве дисциплини на основу резултата на Азијским играма 2022. у Хангџоуу, Кина пре него што је зарадила тимску квоту на Азијском првенству у стреличарству 2023. у Бангкоку, Тајланд.
Мушкарци
| Стреличар                      | Дисциплина  | Пласман  | Пласман | Коло 64 так.                | Коло 32 так.             | Коло 16 так.              | Четвртфинале            | Полуфинале              | Финале / БМ             | Финале / БМ |
| Стреличар                      | Дисциплина  | Резултат | Пласман | Противник Резултат          | Противник Резултат       | Противник Резултат        | Противник Резултат      | Противник Резултат      | Противник Резултат      | Мјесто      |
| ------------------------------ | ----------- | -------- | ------- | --------------------------- | ------------------------ | ------------------------- | ----------------------- | ----------------------- | ----------------------- | ----------- |
| Ким Ђедок                      | Појединачно | 682      | 2       | Roux (RSA) · ПОБ 6–0        | Musolesi (ITA) · ПОБ 6–4 | Arcila (COL) · ПОБ 6–4    | Ellison (USA) · ИЗГ 0–6 | –                       | –                       | –           |
| Kim Woo-jin                    | Појединачно | 686      | 1       | Madaye (CHA) · ПОБ 6–0      | Lin (TPE) · ПОБ 6–0      | D'Almeida (BRA) · ПОБ 7–1 | Gazoz (TUR) · ПОБ 6–4   | Lee (KOR) · ПОБ 6–5     | Ellison (USA) · ПОБ 6–5 |             |
| Ли Вусок                       | Појединачно | 681      | 5       | Boukouvalas (AUS) · ПОБ 6–0 | Paoli (ITA) · ПОБ 6–0    | Yan (CHN) · ПОБ 6–2       | Nespoli (ITA) · ПОБ 6–4 | Kim W-j (KOR) · ИЗГ 5–6 | Unruh (GER) · ПОБ 6–0   | 3           |
| Ким Ђедок Kim Woo-jin Ли Вусок | Тим         | 2049     | 1       | Н/Д                         | Н/Д                      | –                         | Јапан · ПОБ 6–0         | Кина · ПОБ 5–1          | Француска · ПОБ 5–1     |             |

Жене
| Стреличар                         | Дисциплина  | Пласман  | Пласман | Коло 64 так.           | Коло 32 так.              | Коло 16 так                 | Четвртфинале             | Полуфинале               | Финале / БМ              | Финале / БМ |
| Стреличар                         | Дисциплина  | Резултат | Пласман | Противник Резултат     | Противник Резултат        | Противник Резултат          | Противник Резултат       | Противник Резултат       | Противник Резултат       | Мјесто      |
| --------------------------------- | ----------- | -------- | ------- | ---------------------- | ------------------------- | --------------------------- | ------------------------ | ------------------------ | ------------------------ | ----------- |
| Ђон Хунјунг                       | Појединачно | 664      | 13      | Healey (GBR) · ПОБ 6–2 | Schwarz (GER) · ПОБ 7–1   | Lei (TPE) · ПОБ 6–4         | Gökkır (TUR) · ПОБ 6–2   | Lim (KOR) · ИЗГ 4–6      | Barbelin (FRA) · ИЗГ 4–6 | 4           |
| Лим Сихјон                        | Појединачно | 694 WR   | 1       | Rivera (PUR) · ПОБ 6–0 | Octavia (INA) · ПОБ 6–0   | Havers (GBR) · ПОБ 7–1      | Valencia (MEX) · ПОБ 6–4 | Jeon (KOR) · ПОБ 6–4     | Nam (KOR) · ПОБ 7–3      |             |
| Нам Сухјон                        | Појединачно | 688      | 2       | Али (EGY) · ПОБ 7–1    | Хорачкова (CZE) · ПОБ 7–3 | Amăistroaie (ROU) · ПОБ 6–2 | Kumari (IND) · ПОБ 6–4   | Barbelin (FRA) · ПОБ 6–0 | Лим (KOR) · ИЗГ 3–7      | 2           |
| Ђон Хунјунг Лим Сихјон Нам Сухјон | Тим         | 2046     | 1       | Н/Д                    | Н/Д                       | –                           | Кинески Тајпеј · ПОБ 6–2 | Холандија · ПОБ 5–4      | Кина · ПОБ 5–4           |             |

Мјешовити парови
| Стреличар            | Дисциплина | Пласман  | Пласман | Коло 16 так.             | Четвртфинале       | Полуфинале         | Финале / БМ        | Финале / БМ |
| Стреличар            | Дисциплина | Резултат | Пласман | Противник Резултат       | Противник Резултат | Противник Резултат | Противник Резултат | Мјесто      |
| -------------------- | ---------- | -------- | ------- | ------------------------ | ------------------ | ------------------ | ------------------ | ----------- |
| Ким Вуђин Лим Сихјон | Тим        | 1380     | 1       | Кинески Тајпеј · ПОБ 5–4 | Италија · ПОБ 6–2  | Индија · ПОБ 6–2   | Немачка · ПОБ 6–0  |             |

Жене
| Стонотенисерке               | Дисциплина  | Преиминарно        | Коло 64 так.           | Коло 32 так.          | Коло 16 так.          | Четвртфинале           | Полуфинале            | Меч за бронзу          | Меч за бронзу         |
| Стонотенисерке               | Дисциплина  | Противник Резултат | Противник Резултат     | Противник Резултат    | Противник Резултат    | Противник Резултат     | Противник Резултат    | Противник Резултат     | Мјесто                |
| ---------------------------- | ----------- | ------------------ | ---------------------- | --------------------- | --------------------- | ---------------------- | --------------------- | ---------------------- | --------------------- |
| Ђон Лихи                     | Појединачно |                    | Фу (POR) · ИЗГ 0–4     | Није даље напредовала | Није даље напредовала | Није даље напредовала  | Није даље напредовала | Није даље напредовала  | Није даље напредовала |
| Шин Јубин                    | Појединачно |                    | Трапер (AUS) · ПОБ 4–0 | Пота (HUN) · ПОБ 4–1  | Џанг (USA) · ПОБ 4–0  | Хирано (JPN) · ПОБ 4–3 | Менг (CHN) · ИЗГ 0–4  | Хајата (JPN) · ИЗГ 2–4 | 4                     |
| Шин Јубин Ђон Лихи Ли Еунхје | Екипно      | Н/Д                | Н/Д                    | Н/Д                   | Бразил · ПОБ 3–1      | Шведска · ПОБ 3–0      | Кина · ИЗГ 0–3        | Немачка · ПОБ 3–0      | 3                     |

## Стрељаштво
Јужнокорејски стрелци су остварили квоте за следеће догађаје на основу својих резултата на ИССФ свјетским првенствима 2022. и 2023. године, азијским првенствима 2023. и 2024. године и ИССФ Свјетском олимпијском квалификационом турниру 2024. године.
Мушкарци
| Стријелац    | Дисциплина                 | Квалификација | Квалификација | Завршница        | Завршница        |
| Стријелац    | Дисциплина                 | Бодови        | Мјесто        | Бодови           | Мјесто           |
| ------------ | -------------------------- | ------------- | ------------- | ---------------- | ---------------- |
| kr           | 10 m ваздушна пушка        | 630.8         | 5 Q           | 145.2            | 7                |
| Park Ha-jun  | 10 m ваздушна пушка        | 629.2         | 13            | Није се пласирао | Није се пласирао |
| Парк Хађун   | 50 m rifle three positions | 572           | 44            | Није се пласирао | Није се пласирао |
| Ли Вонхо     | 10 m ваздушни пиштољ       | 580           | 4 Q           | 197.9            | 4                |
| Чо Јонгђе    | 10 m ваздушни пиштољ       | 575           | 14            | Није се пласирао | Није се пласирао |
| Чо Јонгђе    | 25 m rapid fire pistol     | 586           | 4 Q           | 25               | 2                |
| Song Jong-ho | 25 m rapid fire pistol     | 580           | 17            | Није се пласирао | Није се пласирао |
| Ким Минсу    | Skeet                      | 118           | 16            | Није се пласирао | Није се пласирао |

Жене
| Такмичарка    | Дисциплина                 | Квалификација | Квалификација | Завршница         | Завршница         |
| Такмичарка    | Дисциплина                 | Бодови        | Мјесто        | Бодови            | Мјесто            |
| ------------- | -------------------------- | ------------- | ------------- | ----------------- | ----------------- |
| Кум Ђихјон    | 10 m ваздушна пушка        | 630.9         | 9             | Није се пласирала | Није се пласирала |
| Бан Хјођин    | 10 m ваздушна пушка        | 634.5         | 1 Q           | 251.8             |                   |
| Lee Eun-seo   | 50 m rifle three positions | 583           | 19            | Није се пласирала | Није се пласирала |
| Им Хана       | 50 m rifle three positions | 577           | 30            | Није се пласирао  | Није се пласирао  |
| Kim Ye-ji     | 10 m air pistol            | 578           | 5 Q           | 241.3             | 2                 |
| О Јеђин       | 10 m air pistol            | 582           | 2 Q           | 243.2             |                   |
| Kim Ye-ji     | 25 m pistol                | 575           | 27            | Није се пласирала | Није се пласирала |
| Јанг Ђи-ин    | 25 m pistol                | 586           | 6 Q           | 37                |                   |
| Jang Kook-hee | Skeet                      | 115           | 21            | Није се пласирала | Није се пласирала |
| Kang Gee-eun  | Trap                       | 114           | 20            | Није се пласирала | Није се пласирала |
| Ли Бона       | Trap                       | 113           | 24            | Није се пласирала | Није се пласирала |

Мјешовити тим
| Стријелци                 | Дисциплина           | Квалификације | Квалификације | Завршница                             | Завршница         |
| Стријелци                 | Дисциплина           | Бодови        | Мјесто        | Бодови                                | Мјесто            |
| ------------------------- | -------------------- | ------------- | ------------- | ------------------------------------- | ----------------- |
| Keum Ji-hyeon Park Ha-jun | 10 m air rifle team  | 631.4         | 2 QG          | Huang YT / · Sheng LH (CHN) · L 12–16 | 2                 |
| Ban Hyo-jin Choe Dae-han  | 10 m air rifle team  | 623.7         | 22            | Није се пласирали                     | Није се пласирали |
| Oh Ye-jin Lee Won-ho      | 10 m air pistol team | 579           | 4 QB          | Singh / · Bhaker (IND) · L 10–16      | 4                 |
| Kim Ye-ji Cho Yeong-jae   | 10 m air pistol team | 577           | 7             | Нису се пласирали                     | Нису се пласирали |
| Jang Kook-hee Ким Минсу   | Skeet team           | 144           | 7             | Нису се пласирали                     | Нису се пласирали |

## Теквондо
Јужна Кореја је квалификовала четири спортиста за такмичење. Парк Тае-јоон, Сео Геон-воо и Лее Да-бин квалификовали су се за своје игре у својој дивизији након што су номиновани за једног од пет најбоље рангираних спортиста који испуњавају услове кроз коначну ВТ ранг листу. Касније се Ким Иу-јин придружила репрезентацији нација након тријумфа у полуфиналу у својој класи на Азијском квалификационом турниру 2024. године у Тајану, Кина.
| Такмичари     | Дисциплина      | Квалификације      | Коло 16 так.            | Quarterfinals           | Полуфинале                | Репасаж            | Финале / BM                | Финале / BM |
| Такмичари     | Дисциплина      | Противник Резултат | Противник Резултат      | Противник Резултат      | Противник Резултат        | Противник Резултат | Противник Резултат         | Мјесто      |
| ------------- | --------------- | ------------------ | ----------------------- | ----------------------- | ------------------------- | ------------------ | -------------------------- | ----------- |
| Park Tae-joon | Мушкарци –58 kg |                    | Granado (VEN) · W 2–0   | Ravet (FRA) · W 2–1     | Jendoubi (TUN) · W 2–0    | Н/Д                | Magomedo (AZE) · W 1–0 WWD |             |
| Seo Geon-woo  | Мупкарци –80 kg |                    | Churchill (CHI) · W 2–1 | Rodrigues (BRA) · W 2–0 | Barkhordari (IRI) · L 1–2 | Н/Д                | Hrnic (DEN) · L 0–2        | 5           |
| Kim Yu-jin    | Жене –57 kg     | Н/Д                | İlgün (TUR) · W 2–0     | Park (CAN) · W 2–0      | Luo (CHN) · W 2–1         | Н/Д                | Kiani (IRN) · W 2–0        |             |
| Ли Дабин      | Жене +67 kg     | Н/Д                | Štolbová (CZE) · W 2–0  | Zhou (CHN) · W 2–1      | Osipova (UZB) · L 0–2     | Н/Д                | Brandl (GER) · W 2–1       | 3           |

## Џудо
Јужна Кореја је квалификовала једанаест џудока преко МЏФ свјетске ранг листе и континенталних квота у Азији.
| Џудока      | Дисциплина       | Коло 64 так.       | Коло 32 так.                 | Коло 16 так                    | Четвртфинале                   | Полуфинале                      | Репасаж                         | Финале / БМ               | Финале / БМ        |
| Џудока      | Дисциплина       | Противник Резултат | Противник Резултат           | Противник Резултат             | Противник Резултат             | Противник Резултат              | Противник Резултат              | Противник Резултат        | Мјесто             |
| ----------- | ---------------- | ------------------ | ---------------------------- | ------------------------------ | ------------------------------ | ------------------------------- | ------------------------------- | ------------------------- | ------------------ |
| Ким Вонђин  | Мушкарци −60 kg  | Н/Д                | Зулу (ZAM) · ПОБ 10–00       | Aghayev (AZE) · ПОБ 10–00      | Mkheidze (FRA) · ИЗГ 00–01     | Није се пласирао                | Sardalashvili (GEO) · ИЗГ 00–10 | Није се пласирао          | Није се пласирао   |
| Ан Баул     | Мушкарци −66 kg  | Н/Д                | Baynamunkh (UAE) · ПОБ 10–00 | Kyrgyzbayev (KAZ) · ИЗГ 00–01  | Није се пласирао               | Није се пласирао                | Није се пласирао                | Није се пласирао          | Није се пласирао   |
| Ли Јунхван  | Мушкарци −81 kg  |                    | Moutii (MAR) · ПОБ 01–00     | Muki (ISR) · ИЗГ 10–00         | Boltaboev (UZB) · ПОБ 10–00    | Grigalashvili (GEO) · ИЗГ 00–01 | Н/Д                             | Casse (BEL) · ПОБ 01–00   | 3                  |
| Хан Ђујор   | Мушкарци −90 kg  | Н/Д                | Kone (BUR) · ПОБ 10–00       | Jayne (UAE) · ПОБ 01–00        | Bekauri (GEO) · ИЗГ 00–10      | Није напредовао даље            | Маседо (BRA) · ИЗГ 00–11        | Није се пласирао          | Није се пласирао   |
| Ким Минђонг | Мушкарци +100 kg | Н/Д                |                              | Tataroglu (TUR) · ПОБ 11–00    | Kokauri (AZE) · ПОБ 01–00      | Saito (JPN) · ПОБ 10–00         | Н/Д                             | Ринер (FRA) · ИЗГ 00–10   | 2                  |
| Ли Хјекјонг | Жене −48 kg      | Н/Д                | Babulfath (SWE) · ИЗГ 00–10  | Није се пласирала              | Није се пласирала              | Није се пласирала               | Није се пласирала               | Није се пласирала         | Није се пласирала  |
| Јунг Јерин  | Жене −52 kg      | Н/Д                | Primo (ISR) · ИЗГ 00–10      | ННије се пласирала             | ННије се пласирала             | ННије се пласирала              | ННије се пласирала              | ННије се пласирала        | ННије се пласирала |
| Хух Мими    | Жене −57 kg      | Н/Д                |                              | Нелсон Леви (ISR) · ПОБ 10–00  | Lkhagvatogoo (MGL) · ПОБ 01–00 | Silva (BRA) · ПОБ 01–00         | Н/Д                             | Deguchi (CAN) · ИЗГ 00–10 | 2                  |
| Ким Ђису    | Жене −63 kg      | Н/Д                | Тимо (POR) · ПОБ 10–00       | van Lieshout (NED) · ПОБ 01–00 | Krišto (CRO) · ИЗГ 00–10       | Није се пласирао                | Piovesana (AUT) · ИЗГ 00–10     | Није се пласирала         | Није се пласирала  |
| Јун Хјунђи  | Жене −78 kg      | Н/Д                | Рид (GBR) · ПОБ 10–00        | Ma (CHN) · ИЗГ 01–10           | Није се пласирала              | Није се пласирала               | Није се пласирала               | Није се пласирала         | Није се пласирала  |
| Ким Хајун   | Жене +78 kg      | Н/Д                |                              | Morillo (DOM) · ПОБ 10–00      | Souza (BRA) · ИЗГ 00–01        | Није се пласирала               | Церић (BIH) · ПОБ 01–00         | Özdemir (TUR) · ПОБ 10–00 | 3                  |

## Инцидент
Током Параде нација, Јужна Кореја је грешком уведена као „Демократска Народна Република Кореја“ (Сјеверна Кореја) умјесто „Република Кореја“ од француских и енглеских спикера.